# Parmakkurdu, Mersin
Parmakkurdu là một xã thuộc thành phố Mersin, tỉnh Mersin, Thổ Nhĩ Kỳ. Dân số thời điểm năm 2011 là 1.196 người.